# 针对男性的强奸
針對男性的強姦，在世界各地，强奸或其他性暴力事件的受害者中也有很大一部分是男性。受传统观念的影响，强奸被定义为男性针对女性的犯罪，并没有把男性的性权利列入刑事或行政的法律保护范围之内。在世界上的大部分地方，这种观点仍然存在，但是针对男性的强奸现在也普遍被定义为犯罪行为，并且比过去更加受到关注与讨论。
针对男性的强奸包括在非自願情形下，對男性進行的性行為，也包括男性在非自願情形下，被迫向其他人進行的性行為。男性受害者，无论是异性恋者还是同性恋者，受性侵犯的经历对他来说都是比较难以启齿的事情，尤其是在受男性主导的传统社会里。大多数情况下，男性受害者都会试图隐藏和否认他们的受害者身份，就像女性受害者一样，除非他们受到严重的身体伤害。最终，男性受害者在寻求医疗或心理健康治疗时，可能会含糊其辞地解释他们所受到的伤害。

## 定义
“强奸”和“性侵犯”之定义有时可以互换。
传统刑法理论认为，强奸罪的实行主体只能是男性，女性只能成为强奸罪的教唆犯或帮助犯，但不能单独构成强奸罪。中华人民共和国等国的法律就体现了这一观点。但近年来，加拿大、德国、法国、意大利都对相应刑法罪名作出了调整，使得男性也可以成为强奸罪的被害对象。

### 国际刑事法院
国际刑事法院《罗马规约》将强奸定义为：实施者用生殖器不管用何种方法，多么轻微地穿过受害者的身体或强迫对方穿过自己的身体，或用任何物体、任何身体部位穿过肛门或阴道。
以及这种侵犯是通过武力，或使用武力的威胁，如暴力、逼迫、监禁、心理压迫或是滥权，或利用有胁迫性的环境来对付另一个人，而对方并非真心地同意。

### 中华人民共和国
中华人民共和国刑法对强奸罪的定义是：强奸是指违背妇女意志，使用暴力、胁迫或者其他手段，强行与妇女发生性交的行为，或者故意与不满14周岁的幼女发生性关系的行为。直接正犯主体必须是男性，对象必须是女性。
在2015年《中华人民共和国刑法修正案（九）》通过前，有法律专家指出，中国大陆强奸罪的立法观念比较落后，认为男性在整体上处于强势地位，但是男性整体强势不能代表每一个个体都是强势的，而法律应该对每一个个体进行保护，所以性侵男性理应入罪。由于中国法律上的空白，根据中国法律“罪刑法定”的原则，“法无明文规定不为罪”，因此性侵男性是无罪的。不过，根据以往新闻媒体报道的有关案例以及司法实践的情况，强奸男性常以“故意伤害罪”论处。在此类案例中，被害者需要经过法医确认受到了身体上的伤害并且达到轻伤标准才能认定为故意伤害罪。而且故意伤害罪在量刑上要轻于强奸罪，中国法律规定犯故意伤害罪要被判处三年以下有期徒刑、拘役或管制，而强奸罪的起刑就是三年，如果对被害人身体造成伤害，还要加重处理。
除强奸罪的对象只能是女性外，《中华人民共和国刑法修正案（九）》通过前的刑法第二百三十七条还限定强制猥亵罪的对象也只能是妇女（指14岁以上的女性）或儿童（指不满14岁的男童和女童）。
2015年，《中华人民共和国刑法修正案（九）》通过，刑法第二百三十七条被修改为：“以暴力、胁迫或者其他方法强制猥亵他人或者侮辱妇女的，处五年以下有期徒刑或者拘役。”强制猥亵男性自此在中国大陆被列入犯罪行为，对男性实施性暴力的行为可按该罪处罚。然而，强制猥亵罪的最高刑罚为十五年有期徒刑，强奸罪则是死刑。在该修正案通过后，梁岗强制猥亵案是中国大陆适用于该法且社会影响较大的强制猥亵男性案件，法院最终依据该法判处梁岗有期徒刑八年。
但是，截至2020年通过的《中华人民共和国刑法修正案（十一）》，强奸罪的对象仍仅能是女性。

### 中華民國
根據1999年4月21日公布的修改后的《中華民國刑法》分则第十六章，妨害性自主罪之受害人主体包含男女。此前强奸罪的受害人仅限于妇女。

### 日本
日本于2017年6月23日公布、同年7月13日施行的刑法修改中将强奸罪的对象由女性修改为所有人，罪名亦由强奸罪改为“强制性交等罪”（后再次改为“不同意性交等罪”）。

### 法国
在法国，1994年重订《刑法典》，将强奸罪的受害者明文规定为“他人”，意即包括男人和女人。

### 意大利
在意大利，现行刑法将强奸罪的受害者规定为“他人”，不再突出其性别角色。

## 依施暴者的性別區分
根據CDC的一項調查，在美國每71名男子裡就有1人在其一生中被強姦或被試圖強姦過，而且每21名男子中就有1名是被親密伴侶或熟人所強姦。而研究也發現過去12個月中，男性受訪者裡有0.1%被強姦，相較之下女性是0.3%。根據這些統計估計，美國在2009年有92748名男子被強姦。而在波士頓大學公共衛生學院進行的另一項研究中，有30%的同性戀男子和雙性戀男子表示他們一生中曾經有至少一次被性侵犯的經驗。
與強姦女性相同，強姦男性也被視為戰爭武器之一。
男性在大學校園內遭受性攻擊也很普遍，在校園裡每16位男子中就有一位是性攻擊的倖存者，雖然這個比例相對較高，但由於許多人有著對性暴力和性別的先入為主觀念，將遭受性攻擊誤解為女性問題，因而沒有將相關情事述說出來。
在某些情況下，被性侵犯的男性會願意說出經歷與過程，例如2015年的美國電影《狩獵場》所示，這是一部關於處理大學校園性侵案件及大學管理失當的紀錄片。

### 男性對男性的強姦

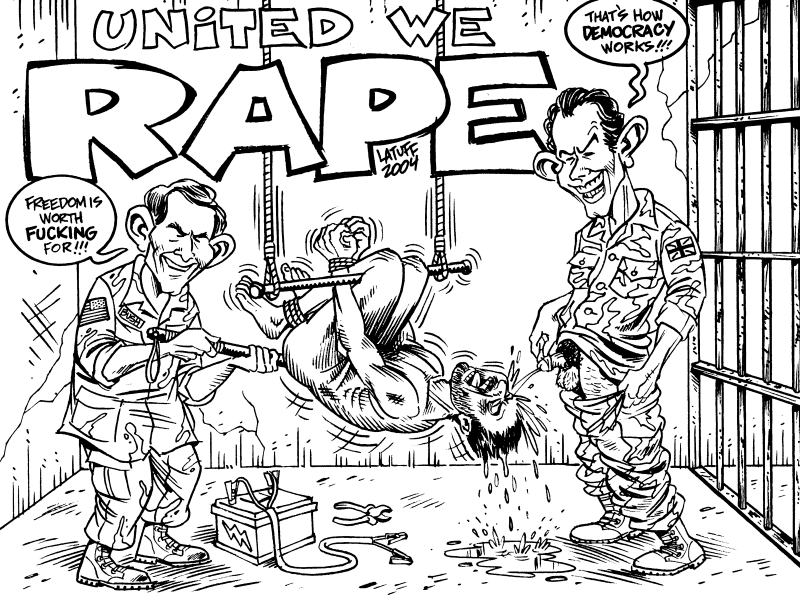
一幅描繪美國與英國士兵㚻姦伊拉克囚犯的漫畫（詳見：美軍虐待伊拉克戰俘事件）

被男性強姦對男性而言一直是被強烈汙名化的，根據心理學家薩拉‧克羅爾（Sarah Crome）博士的研究表示，被男性強姦的男性受害者多數會選擇沉默，只有不到十分之一會將此事述說出來。整體而言，男性強姦受害者缺乏援助，法律或制度對此種犯罪的處理方式也不週全。
一些研究認為，男性對男性的監獄強姦和女性對女性的監獄強姦是比一般人群中常見的強姦類型更為普遍而男性強姦男性已經被視為戰爭中的恐怖武器。研究記錄顯示，在烏干達、智利、希臘、克羅埃西亞、伊朗、科威特、前蘇聯和前南斯拉夫有戰爭中將男性強姦男性作為戰爭或政治侵略武器的記錄。在1980年一項對薩爾瓦多男性政治犯的調查中發現，有76%的受訪者表示曾有過至少一次的性酷刑。而一項對塞拉耶佛6000名集中營囚犯的研究發現，有80%的男性曾被強姦。而在敘利亞內戰（2011年至今）的案例中，有男囚在待處決期間遭受性虐待，例如被迫坐在碎玻璃瓶上，再把一袋水掛在他的生殖器上，或是被迫強姦另一名待處決的男囚，供官員們觀看享樂。

### 女性對男性的強姦
被女性施以性虐待的男性通常會面臨社會、政治和法律的雙重標準。在美國，此類案件受到越來越多的關注並引起大眾討論，當男性受害者在沒有表達明確同意下就插入女性並成為強姦受害者時，這樣的情況有時會被稱為「穿透」事件（made to penetrate）。很多時後，男性會因為在藥物的作用下成為性攻擊的對象，例如在雪拉‧羅絲（Cierra Ross）的案子裡，一名男子在芝加哥遭受性攻擊，該事件在美國廣受關注，而羅絲也被判犯下性虐待和武裝搶劫，保釋金75000美金。
在英國，1970年代的摩門教教會裡發生一連串案例，使女性強姦男性的可能性提高。1977年，一名年輕的摩門教傳教士科力克·安德森（Kirk Anderson）在薩里郡的教會，數日後，安德森向警方報案，他表示自己被綁架並鎖在床上，喬伊斯·伯南·麥金尼（Joyce Bernann McKinney）試圖強姦他。由於涉及女子強姦男子，這則不常見的事件引起新聞廣泛關注。麥金尼逃到美國後，英國法庭判處麥金尼監禁一年。根據1956年時的法律，由於受害者的性別，在法律上沒有構成強姦罪，不過仍適用非禮。
包括未成年兒童在內，一些男性受害者會因為被強姦，而讓女強姦犯懷孕，進而被迫支付強姦者的孩子的撫養費，如愛馬士曼訴沙耶案中的受害人。同样，在中华人民共和国的法律解釋中，由于女性单方面决定生育不构成对男性生育权的侵犯，因此即使男性不同意生育，也需负担此后孩子的抚养费。

## 战争时期
在战争时期，由其他男性实施的，针对男性的强奸亦很普遍。劳拉·斯腾佩尔2009年的一项研究发现， 针对男性的强奸在世界范围内的冲突中均有所记录。比如，1980年代萨尔瓦多76%的男性政治犯，以及萨拉热窝集中营80%的囚犯均被报道遭到强奸和性虐待。斯腾佩尔总结道，“考虑到该问题的普遍性，对男性在冲突中遭到性虐待的忽视是十分令人不安的。”约翰霍普金斯大学护理学院的默文·克里斯蒂安发现，针对男性的强奸大多未被报道。
根据2010年美国医学协会期刊发布的研究，刚果民主共和国东部地区的30%女性和22%男性称其在冲突中遭遇性暴力. 同样，斯腾佩尔2009年的一项调查显示萨尔瓦多内战期间，76%的男性政治犯经历性虐待和强奸；波斯尼亚战争中萨尔瓦多集中营中80%的囚犯亦遭受同等境遇。虽然普遍认为冲突期间的强奸主要针对女性，这些数据显示针对男性的性暴力并不是偶尔发生的。对男性遭遇性暴力这一问题的缺乏重视与长期以来缺少报道有关。虽然强奸对男性和女性造成的心理和生理伤害是相似的，男性受害者更不愿向家人和有关当局讲述他们的遭遇。
据《卫报》报道，“行凶者和受害者都会对此保持沉默，而且男性受害者通常会发现，一旦他们的故事被公开，他们会失去周围人的支持。在许多发展中国家，特定的社会环境使性别角色被严格的定义…通常…当妻子发现她们的丈夫被强奸后会选择离开他们。”“她们问我：‘所以现在我将怎样和他一起生活？以什么角色？这里还有丈夫存在吗？我还算一个妻子吗？’她们问道：‘如果他都可能被强奸，那谁来保护我呢？’”
在社会等级制度上建立的性别角色在实施暴力时受到关注。男性被认为应该是实施暴力者，而女性则应当作为受害者。在冲突状态下，针对男性的强奸消解这种关系，并将男性摆在受害者的角色上。相似的，男性的“实施”者角色和女性的“接受”者角色相对，在传统的性关系中描绘这种建构性的力量对比关系。因此，受到强奸的男性受害者经历最大程度上的“羞辱”，考虑到在根深蒂固的社会角色中他们往往被认作是获得满足的一方。此外，在保守的传统社会中他们会因此遭受极大程度的污名化，因为在保守社会环境下同性间的性关系——不管是否得到双方同意——会遭受极为严厉的惩罚。比如说，乌干达的受到强奸的男性受害者解释说他们之所以不敢说出真相，是因为害怕被认作同性恋。由于同性恋在乌干达被普遍谴责，性暴力的男性受害者常常很难得到适当的支持，因为他们被指责为同性恋。在一些特定情况下，有关暴力和性行为的性别角色如此根深蒂固，以至于人们无法相信存在针对男性的强奸这样的事情。